# Agnes von Limburg-Styrum
Agnes von Limburg-Styrum († 6. Mai 1570) war Äbtissin im Stift Freckenhorst.

## Leben

### Herkunft und Familie
Als Tochter des Grafen Adolf von Limburg und seiner Gemahlin Elisabeth von Reichenstein († 1529, Tochter von Wilhelm von Reichenstein und Katharina von Sayn-Wittgenstein) wuchs Agnes von Limburg-Styrum zusammen mit ihren Geschwistern Wilhelm, Anna (Äbtissin in Herford), Elisabeth Gertrud (Stiftsdame in Essen, verh. Dietrich von Bronckhorst-Batenburg, † 1531), Georg, Veronica (Küsterin in Elten) und Katharina (Äbtissin in Borghorst) in der uralten Adelsfamilie Limburg-Stirum auf.

### Werdegang und Wirken
Während der Amtszeit von Agnes kam im Stift Münster die wiedertäuferische Bewegung auf, die nicht vor den Toren des Klosters Halt machte. Ihre Postulation zur Äbtissin in Freckenhorst war am 23. Dezember 1527, während Bischof Friedrich am 11. Januar 1529 Mitteilung über diese Entscheidung erhielt.
Welche Rolle Agnes in der über zehn Jahre währenden Episode des Täuferreiches von Münster spielte, ist nicht eindeutig zu klären. Am 24. Juni 1538 forderte der Bischof Agnes auf, die im Kloster verborgenen Wiedertäufer auszuliefern, weil kurz zuvor ein Angehöriger des Stifts Freckenhorst wegen Zugehörigkeit zur Täuferbewegung verhaftet worden war. Diesen Befehl befolgte Agnes nicht. Aus den Bekenntnissen von Anhängern des David Joris ergibt sich, dass Agnes von Limburg nur Joristen in ihre Dienste aufnahm und ihnen auch Geld gab. Auf der anderen Seite ließ Agnes die Prozessionen mit dem Heiligen Kreuz regelmäßig abhalten, bis sie 1556 eingestellt wurden. Ob dies auf Anordnung der Äbtissin geschah, ist nicht eindeutig. Die Nachfolgerinnen im Amt hegten den Verdacht, Agnes habe das Heilige Kreuz gar verschwinden lassen. Die Äbtissin Elisabeth ließ im Jahre 1609 nach dem Heiligen Kreuz graben, gefunden wurden allerdings nur die Gebeine der Thiatildis, der ersten Äbtissin in Freckenhorst.
Agnes war seit dem Jahre 1553 auch Äbtissin des Stifts Metelen. Ihr Leichnam wurde vor den Stufen des Kanonikerchors beigesetzt.